# 下駄スケート
下駄スケート（げたスケート）とは、下駄に刃（ブレード）を取り付けた日本独特のスケート靴である。現在の一般的な革製のスケート靴が広まる以前に日本国内で広く使用された。

## 概要

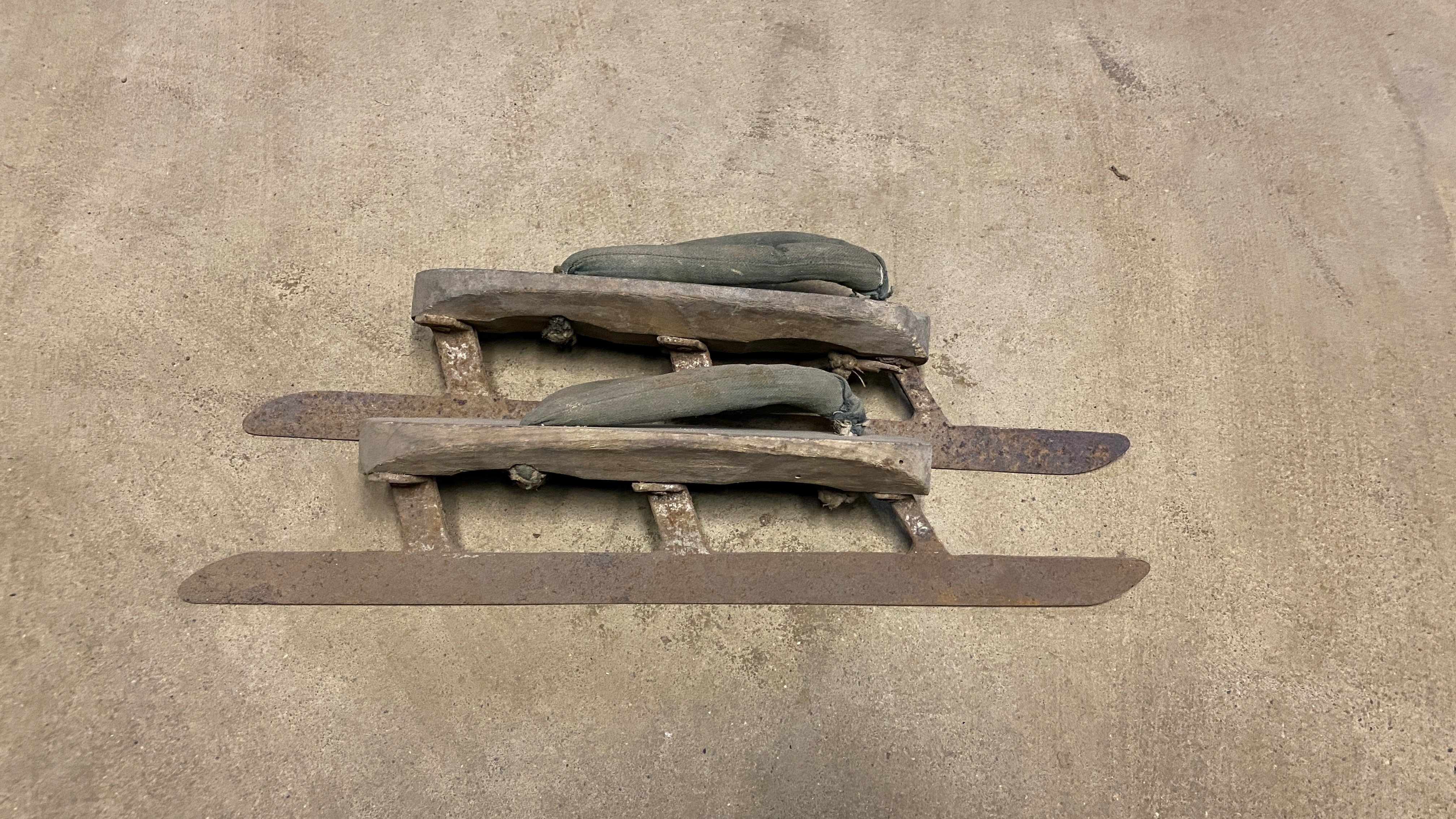
下駄スケート

1906年（明治39年）、長野県下諏訪町の飾り職人だった河西準乃助が、外国製のスケート靴を模して下駄の底に鉄製の刃をつけた「カネヤマ式下駄スケート」を発明した。この下駄スケートの流行により、スケートが日本国内に急速に広まった。1908年（明治41年）2月には、諏訪湖で下駄スケートによるスピードスケートの「諏訪湖一周スケート大会」が開催されている。
その後の改良により、刃は先が丸いものからまっすぐなものへ、下駄と刃をつなぐ支柱も2本から3本へ、材質も鉄製から鋼鉄製へと変わっていった。現在のような革製のスケート靴に完全に取って代わられる昭和30年代中頃までは、一般的に使われていた。

## 語法
- 「下駄スケート」は用具の名前であり、遊戯・競技としてのスケートを意味するものではない。したがって、「下駄スケートを履く」「下駄スケートでスケートをする」とは言うが、「下駄スケートをする」とは言わない。
- 一般的な造語法では、修飾する名詞が先におかれるため、「スケート下駄」や「下駄スケート靴」という方がスマートではあるが、発明者は感覚的に「下駄スケート」と命名したものと思われる。ただし、英語ではスケート靴のこともskate（通例は複数形）という。

## エピソード

大和作内 作「下駄スケート発祥の地」（長野県下諏訪町諏訪湖博物館屋外）

- 下駄スケートの発明者・河西準之助は、飾り職人として簪（かんざし）や鋏（はさみ）などをつくって生計を立てながら、紡績機（河西式）などの改良・発明に取り組んだ。また西日本を中心に旅して歩き、使い古しの古銭の寄付を募り、それを溶かして作ったといわれる大鳥居が、第二次大戦も免れて現在も諏訪に残っている。金物細工店「カネヤマ」創立（現、株式会社カネヤマ）。
- 諏訪湖畔の諏訪湖博物館の前には、「下駄スケート発祥の地」の石碑と下駄スケートを履いて滑る子どもたちの像がある。
- 諏訪大社下社の秋宮リンクで、下駄スケートのレプリカを借りることができる。
- 長野県佐久地域では戦前、戦後に下駄スケートが盛んだった。下駄スケートのことを「げろり」または「諏訪式」と呼び、スケートのことを「氷滑り」と言った。また、「かすげ」という下駄スケートもあった。これは、歯を抜いた下駄の下に鎹（かすがい）を打ちこんだもので、地元の鍛冶屋が製造した[1]。